# البسيط (مقاطعة)
مقاطعة البسيط (بالإسبانية:Albacete، ألباثـيتي) هي مقاطعة إسبانية تقع في وسط الدولة، تقع ضمن حدود منطقة قتشتالة والمنشف.
عاصمتها هي مدينة البسيط، تنقسم المقاطعة إلى 87 بلدية.

## الجغرافيا
تقع مقاطعة البسيط في وسط إسبانيا تحدها من الشمال مقاطعة قونكة، ومن الجنوب مقاطعة مرسية ومقاطعة غرناطة، ومن الشرق مقاطعة بلنسية ومقاطعة لقنت، ومن الغرب مقاطعة ثيوداد ريال ومقاطعة جيان.
تبلغ مساحة مقاطعة البسيط 14.926 كم².

### المناخ
يتميز مقاطعة البسيط بمناخ قاري، حيث تكون درجة الحرارة مرتفعة صباحاً وخاصةً في فصل الصيف، وقارس البرودة في الشتاء وخاصة في الليل، وعدم انتظام هطول الأمطار.

## الديموغرافيا
يبلغ عدد سكان مقاطعة البسيط 402.318 نسمة عام 2011 (وفقاً للمعهد الوطني للإحصاء الإسباني).
فيما يلي قائمة أكبر البلديات من حيث عدد السكان (بتاريخ 1 يناير 2011):
1. البسيط 171.390 نسمة
2. هيين 31.199 نسمة
3. فياروبليدو 26.485 نسمة
4. ألمنسا 25.432 نسمة
5. لا رودا 16.414 نسمة
6. كاوديتي 10.477 نسمة
7. توبارا 8.205 نسمة
8. تاراثونا دي لا منتشا 6.647 نسمة
9. مادريغيراس 4.834 نسمة
10. كاساس-أيبانيث 4.818 نسمة

## توأمة
للبسيط (مقاطعة) اتفاقيات توأمة مع:
- مقاطعة ريدجو إميليا